# Temnoscheila barbata
Temnoscheila barbata is een keversoort uit de familie schorsknaagkevers (Trogossitidae). De wetenschappelijke naam van de soort werd in 1863 gepubliceerd door John Lawrence LeConte.